# Boulevard du Montparnasse
Il Boulevard du Montparnasse è un boulevard che attraversa il VI, XIV e XV arrondissement di Parigi.
Il viale è quasi rettilineo e collega, da nord-ovest a sud-est, Place Léon-Paul Fargue (dove si trova la fermata Duroc della metropolitana di Parigi) a Place Camille-Jullian (dove si trova la stazione Port-Royal della RER B) e all'incrocio con l'Avenue de l'Observatoire.
Il Boulevard du Montparnasse dà il nome all'omonimo quartiere e lungo di esso si trovano alcuni dei luoghi che hanno caratterizzato la vita letteraria e artistica della Parigi del XIX e del XX secolo, come La Coupole, La Rotonde, Le Dôme, Le Select e la Closerie des Lilas.

## Storia
Il viale prende il nome da una collinetta artificiale, costituita da cumuli di macerie secolari, che sorgeva nei presso dell'attuale place Pablo Picasso. La collina nel XVII secolo era chiamata ironicamente "Mont de Parnassus" in riferimento al monte Parnaso, residenza delle Muse della mitologia greca, perché alcuni studenti vi andavano a declamare i versi. 
La costruzione del boulevard iniziò intorno al 1720 e fu completata solo all'inizio degli anni sessanta del Settecento. Quando il viale fu completato, terminava in rue d'Enfer perché l'avenue de l'Observatoire non esisteva ancora. Fino alla metà del XIX secolo il viale era poco frequentato tanto che una guida del 1828 la descrive come «una bella passeggiata ma ovunque solitaria; qua e là incontriamo qualche casa e qualche giardino; camminiamo in mezzo ai campi, godiamo delle bellezze della natura; raramente vediamo caffè, ma sono ancora privi di eleganza».
Il viale venne pavimentato nel 1839 ed illuminato nel 1843. Nel 1852 sul viale venne realizzata la stazione di Montparnasse, teatro di uno spettacolare incidente e che poi fu demolita negli anni 60, per far posto alla Tour Montparnasse, mentre la nuova infrastruttura ferroviaria fu spostata diverse centinaia di metri a sud.
Negli anni cinquanta, la carreggiata del Boulevard du Montparnasse venne ampliata da 13,5 a 21 metri di larghezza, a scapito dei marciapiedi.